# Рекуперативный противоточный теплообменник

Схема, поясняющая работу противоточного теплообменника. Холодное тело подаётся слева при температуре Т_{1}. Горячее — справа при температуре Т_{8}. Температуры Т_{2}…Т_{6} везде попарно меньше температур Т_{13}…Т_{9}, т.е. Т_{2} < Т_{13},Т_{3} < Т_{12} и т.п.

Рекуперати́вный противото́чный теплообме́нник (или противопото́чный) — теплообменник, в котором горячий и холодный теплоносители движутся навстречу друг другу по каналам, расположенным параллельно. При взаимодействии теплоносителей происходит теплообмен, в ходе которого охлаждающая среда нагревается до температуры нагревающей среды, а последняя охлаждается до температуры охлаждающей среды.
Пример: в рекуперативном противоточном теплообменнике вступили в тепловое взаимодействие две жидкости: вода с температурой +20°С и масло с температурой +91°С. В результате работы теплообменника у воды будет температура +90°С , а у масла +21°С.

## Конструкция теплообменника

Возникновение градиента температуры в каждой трубе и между трубами

Рекуперативный противоточный теплообменник состоит из двух полостей, контактирующих между собой своими стенками. Конструкция в целом может быть теплоизолирована от окружающей среды. Трубы располагают как рядом, так и одна в другой. 
Вследствие маленького температурного градиента между трубами, в соответствии с уравнением теплопроводности, удельный перенос тепловой энергии также маленький. Поэтому, для того чтобы среды успели достаточно провзаимодействовать, применяются специальные конструктивные приёмы, такие как увеличение длины труб или увеличение количества каналов, при котором увеличивается суммарная площадь. Поэтому к конструктивным недостаткам противоточного теплообменника следует отнести громоздкость конструкции.

## Принцип работы
Фактически происходит обычный теплообмен между телами, которые в процессе своего встречного движения непрерывно меняют взаимодействующий с ними объект. Теплообмен уравновешивает температуру в каждой точке вдоль трубы(см. рисунок), но за счёт встречного движения, охлаждающее тело в начале своего движения взаимодействует с уже достаточно охлаждённым нагревающим телом, и наоборот.

## Применение
Рекуперативный противоточный теплообменник используется в многоконтурных тепловых системах. Зачастую в градирнях используется принцип противоточного теплообменника для охлаждения воды и нагрева воздуха. Пластинчатые противоточные теплообменники нашли своё широкое применение в системах вентиляции и кондиционирования воздуха, где они используются как для нагрева, так и для охлаждения поступающего в помещение воздуха.

## Комментарий
1. ↑  Которые зачастую скручивают для уменьшения габаритов, образуя спираль, или так называемый змеевик.